# El diario del pescador
El diario del pescador (en inglés, The Fisherman's Diary) es una película dramática camerunesa de 2020 dirigida por Enah Johnscott. La película se estrenó en el Festival Internacional de Cine I Will Tell 2020. Fue seleccionada como la entrada camerunesa a la Mejor Película Internacional en la 93.ª edición de los Premios Óscar, pero no fue nominada. La película fue nominada a Mejor Largometraje en los Premios de Arte y Cine de París 2020.

## Reparto
- Cosson Chinopoh
- Kang Quinto
- Faith Fidel
- Damaris Ndamo
- Laura Onyama
- Prince Sube Mayorchú
- Godwill Neba
- Ramsey Nouah